# Бюстрём, Свен Эрик
Свен Эрик Бюстрём (норв. Sven Erik Bystrøm, род. 21 января 1992 в Хёугесунне, Норвегия) — норвежский профессиональный шоссейный велогонщик. Чемпион мира до 23 лет в групповой гонке 2014 года.

## Биография
С 2012 года выступал за континентальную команду Team Øster Hus. В 2014 году после серии удачных выступлений на Гран-при Рингерике (2-е место), на Туре Норвегии и Туре Фьордов, где он замкнул десятки общего зачёта, подписал контракт с Team Katusha в качестве стажёра.

Свен Эрик – молодой и талантливый гонщик с большим потенциалом. Мы рады, что свою профессиональную карьеру он начнет в команде «Катюша». Думаю, что рядом с одним из безусловных лидеров нашей команды Александром Кристоффом он пройдет великолепную школу и сможет стать незаменимым звеном в спринтерском направлении «Катюши». Кроме того, я уверен, что у Свена Эрика есть все шансы стать сильным профессиональным гонщиком..— Вячеслав Екимов, генеральный менеджер Team Katusha
В сентябре 2014 года на чемпионате мира года завоевал радужную майку в групповой гонке среди мужчин до 23 лет благодаря сольной атаке за 6 километров до финиша 182-х километровой дистанции.

## Достижения
2009
1-й  Grenland Grand Prix — Генеральная классификация
1-й - Этап 2
2-й - Гран-при Рингерике (юниоры)
2010
1-й - Этап 3 Регио–Тур
3-й Чемпионат Норвегии — Групповая гонка (юниоры)
2012
1-й - Эшборн — Франкфурт U23
2-й - Чемпионат Норвегии — Групповая гонка U23
2014
1-й  Чемпион мира — Групповая гонка U23
2-й - Гран-при Рингерике
3-й - Эшборн — Франкфурт U23
2015
1-й  Circuit de la Sarthe — Молодёжная классификация
2016
7-й - Ле-Самен
8-й Тур Катара — Генеральная классификация
2017
2-й - Чемпионат Норвегии — Групповая гонка

## Статистика выступлений

### Гранд-туры
| Гонка           | 2016 | 2017 |
| --------------- | ---- | ---- |
| Джиро д'Италия  | —    | —    |
| Тур де Франс    | —    | —    |
| Вуэльта Испании | 141  | НФ   |

| —  | Не участвовал  |
| НФ | Не финишировал |